# Ligne de Vierzon à Saint-Pierre-des-Corps
La ligne de Vierzon à Saint-Pierre-des-Corps est une ligne de chemin de fer française, transversale d'importance moyenne et maillon de la liaison Nantes – Lyon, qui relie les gares de Vierzon, dans le département du Cher et sur la ligne des Aubrais - Orléans à Montauban-Ville-Bourbon, et de Saint-Pierre-des-Corps, en Indre-et-Loire et sur la ligne de Paris-Austerlitz à Bordeaux-Saint-Jean. Elle suit la vallée du Cher en restant cantonnée sur sa rive droite sur l'intégralité de son tracé.
Elle constitue la ligne no 593 000 du réseau ferré national.

## Histoire
À la suite de la déconfiture financière de la Compagnie du chemin de fer Grand-Central de France, son démantèlement est organisé en 1857 au profit de la Compagnie du chemin de fer de Paris à Orléans et de la constitution de la Compagnie des chemins de fer de Paris à Lyon et à la Méditerranée. Dans ce cadre, la Compagnie du chemin de fer de Paris à Orléans reçoit, à titre complémentaire, notamment la concession à titre éventuel d'une ligne de Tours à Vierzon par la convention signée le 11 avril 1857 avec le ministre des Travaux publics. Cette convention est approuvée par décret le 19 juin 1857.
Construite en 1860 et mise en service le 18 octobre 1869, la ligne a d'abord été à voie unique avant d'être mise à double voie entre 1868 et 1907, date de construction du pont métallique de Montrichard à double voie.

## Infrastructure
À double voie sur l'intégralité du tracé, la ligne possède l'équipement caractéristique d'une artère à trafic moyen après des modernisations tardives : outre la caténaire mise en service en 2008, la signalisation mécanique a été éradiquée seulement en 1998. Ainsi, jusqu'à la fin des années 1990, une imposante ligne télégraphique longeait les voies, donnant une ambiance d'autrefois à l'environnement ferroviaire. Cette première modernisation avant l'électrification mise en œuvre une dizaine d'années plus tard a donné lieu à la dépose de nombreuses installations en débord, notamment dans les gares.

### Signalisation
La ligne est équipée :
- du block automatique à permissivité restreinte (BAPR) sur l'intégralité du tracé ;
- du block automatique lumineux (BAL) à la traversée des gares de Bléré - La Croix, Saint-Aignan - Noyers, Selles-sur-Cher et Villefranche-sur-Cher.

Le contrôle de vitesse par balises (KVB) est opérationnel sur la totalité de la ligne.

### Électrification
Dans le cadre plus vaste de la modernisation de la liaison transversale Nantes – Lyon, la ligne a été électrifiée en 2 x 25 kV – 50 Hz. Les travaux ont commencé en septembre 2006, la mise sous tension a eu lieu le 11 juillet 2008.
L'alimentation est réalisée par la sous-station unique des Terres-Noires de 2 fois 30 MVA située près de Villefranche-sur-Cher, raccordée sur le réseau de transport RTE en 225 kV, pour la partie électrifiée en courant 25 kV alternatif, d'où une disponibilité de premier rang. Les tronçons extrêmes électrifiés en courant continu 1,5 kV sont alimentés par les sous-stations existantes de Vierzon et des Épines-Fortes (Saint-Pierre-des-Corps).

### Vitesses limites
Vitesses limites de la ligne applicables en 2022 pour les AGC, les X 72500 ainsi que les X 73500 en sens impair (certaines catégories de trains, comme les trains de marchandises, possèdent des limites plus faibles) :
| De                    | À                                | Limite |
| --------------------- | -------------------------------- | ------ |
| Vierzon               | Villefranche-sur-Cher (PK 221,0) | 115    |
| Villefranche-sur-Cher | Saint-Aignan - Noyers (PK 251,7) | ?      |
| Saint-Aignan - Noyers | Azay-sur-Cher (PK 297,7)         | 140    |
| Azay-sur-Cher         | Saint-Pierre-des-Corps           | 110    |

## Exploitation

### Circulations commerciales
La ligne est utilisée par des TER Centre-Val de Loire pour des dessertes express entre les gares de Tours et Vierzon. Elle a également servi, dans un passé récent, à des TER Bourgogne-Franche-Comté qui effectuait une relation entre Tours et Dijon.
Des relations omnibus existent entre Tours et Bléré - La Croix ou Saint-Aignan - Noyers d'une part, entre Vierzon et Romorantin via Villefranche-sur-Cher d'autre part.
Par ailleurs, la ligne voit circuler la relation Intercités Nantes – Tours – Lyon-Part-Dieu ; aucun arrêt n'est observé entre Saint-Pierre-des-Corps et Vierzon.

### Matériel roulant engagé
Sur les liaisons Tours – Bléré - La Croix et/ou Saint Aignan - Noyers, des Z 27500 sont utilisées en complément des X 72500, tout comme pour la desserte vers Vierzon, Bourges et Nevers.
La relation Nantes – Tours – Lyon-Perrache est effectuée par des B 85000.

## Ambulant postal

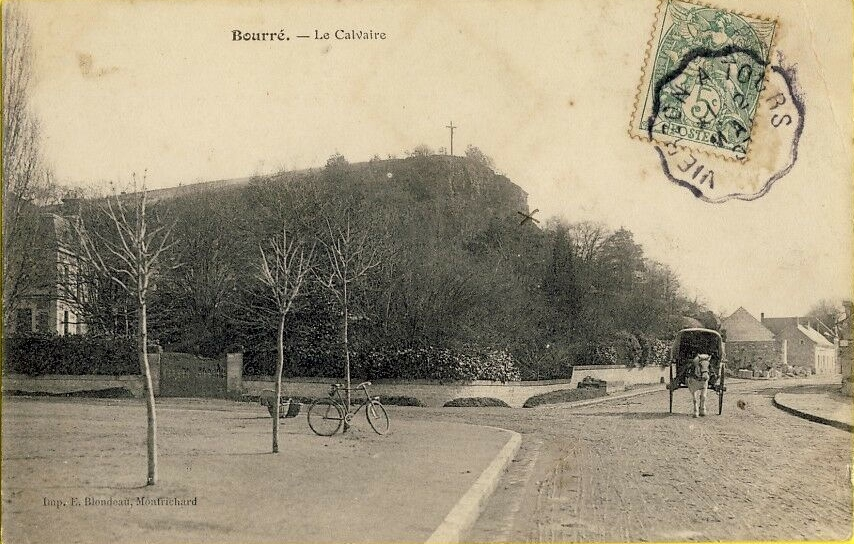
Carte postale du village de Bourré comportant le timbre à date crénelé d'ambulant postal sur la ligne de Vierzon à Tours daté de 1907.

Un service d' ambulant postal a fonctionné sur cette ligne jusqu'au moins avant la guerre 14. Les lettres étaient déposées dans les gares et, dans le train, un employé oblitérait la lettre avec un timbre à date rond à créneaux, typique des cachets d'ambulants postaux français du début du XXè siècle.